# Фаринья, Эдгардо
Эдгардо Иссак Фаринья Винтер (исп. Edgardo Issac Fariña Wynter; род. 19 октября 2001, Панама) — панамский футболист, защитник «Пари НН» и сборной Панамы.

## Клубная карьера
Фаринья — воспитанник клубов «Рио Абахо» и «Пласа Амадор». В 2020 году он перешёл в «Атлетико Насьональ», за который выступал во Втором дивизионе Панамы. В 2021 году Фаринья перешёл в «Индепендьенте Ла-Чоррера». 14 августа в матче против «Верагуас Юнайтед» он дебютировал в чемпионате Панамы. В начале 2022 года Фаринья на правах аренды перешёл в «Университарио». 23 июля в матче против «Сан-Франсиско» он дебютировал за новый клуб. 25 сентября в поединке против «Пласа Амадор» Эдгардо забил свой первый гол за «Университарио». Летом 2023 года Фаринья был арендован гватемальским клубом «Мунисипаль». 6 августа в матче против «Депортиво Ачуапа» он дебютировал в чемпионате Гватемалы. В своём дебютном сезоне Эдгардо стал чемпионом Гватемалы. По окончании аренды игрок вернулся в «Индепендьенте Ла-Чоррера».
Летом 2024 года Фаринья перешёл в российский «Химки». 3 августа в матче против «Рубина» он дебютировал в РПЛ. В этом же поединке Эдгардо забил свой первый гол за «Химки».
24 июля 2025 года заключил трёхлетний контракт с «Пари НН». 

## Международная карьера
13 марта 2023 года в товарищеском матче против сборной Гватемалы Фаринья дебютировал за сборную Панамы.
В 2024 году Фаринья принял участие в Кубке Америки в США. На турнире он сыграл в матчах против сборных Уругвая, США, Боливии и Колумбии.

## Достижения
Клубные
 «Мунисипаль»
- победитель чемпионата Гватемалы — Клаусура 2024